# Pietro Fenoglio
Pour les articles homonymes, voir Fenoglio.

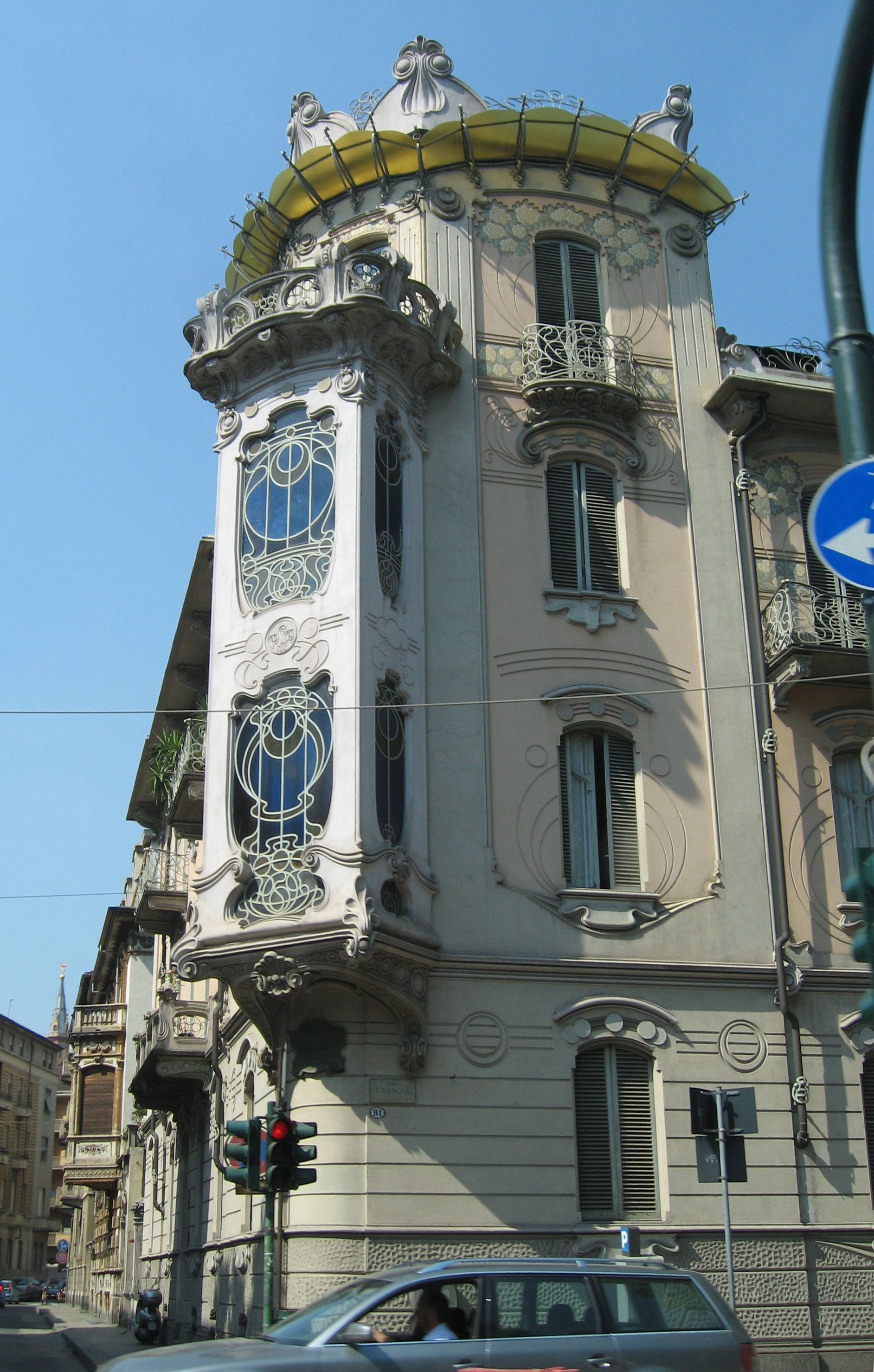
Maison Fenoglio-Lafleur, Turin

Pietro Fenoglio (né en 1865 à Turin, Piémont, Italie - mort en 1927 à Corio) était un architecte italien qui se rattachait au mouvement Art nouveau.

## Biographie
Pietro Fenoglio a surtout travaillé dans sa ville natale, qu'il a fait connaître par ses œuvres. Il a ensuite conçu des édifices plus classiques avant de cesser complètement son activité et de travailler dans une banque. Son style se caractérise notamment par l'usage d'oriels.

## Œuvres
Pietro Fenoglio a notamment réalisé :
- la Casa Avezzano;
- la Casa Fenoglio-Lafleur (1902 - 1903), sise au 6 corso Francia (11, via Principi d'Acaja);
- la Casa Florio;
- la Casa Maffei;
- le Villino Raby, (1901), 8 corso Francia à Turin;
- la Palazzina Rossi;
- la villa Scott, en 1902, au 57, corso Giovanni Lanza (elle est visible sous tous les angles dans le film Les Frissons de l'angoisse de Dario Argento).
- la villa Zanelli à Savone (1907)